# 文源街道
文源街道是中华人民共和国湖南省长沙市天心区下辖的一个街道办事处。

## 行政区划
文源街道下辖以下村级行政区划单位：
文源社区、梅岭社区、状元坡社区、天鸿社区和金汇社区。